# Ucrânia nos Jogos Olímpicos de Inverno da Juventude de 2012
A Ucrânia participou dos Jogos Olímpicos de Inverno da Juventude de 2012, realizados em Innsbruck, na Áustria. A delegação nacional contou com um total de vinte e três atletas, que disputaram oito distintas modalidades.

## Medalhas conquistadas
A Ucrânia conseguiu uma única medalha na competição, de prata, terminando assim na 24º colocação entre os países participantes.
| Medalha | Nome                              | Esporte             | Evento        | Data   |
| ------- | --------------------------------- | ------------------- | ------------- | ------ |
| Prata   | Aleksandra Nazarova Maxim Nikitin | Patinação artística | Dança no gelo | 17 Jan |